# Jaera bocqueti
Jaera bocqueti är en kräftdjursart som beskrevs av Michel Veuille och Kocatas 1979. Jaera bocqueti ingår i släktet Jaera och familjen Janiridae.
Artens utbredningsområde är havet utanför Grekland. Inga underarter finns listade i Catalogue of Life.